# French Championships de 1962 - Duplas masculinas
A competição Roland-Garros de 1962 - Duplas masculina foi realizada entre os dias 21 de maio a 4 de junho.

## Vencedores
| Categoria        | Vencedore(s)             | Vencedore(s)          | Resultados    | Finalista(s)                     | Finalista(s)                            |
| ---------------- | ------------------------ | --------------------- | ------------- | -------------------------------- | --------------------------------------- |
| Duplas masculina | Roy Emerson Neale Fraser | Austrália · Austrália | 6-3, 6-4, 7-5 | Wilhelm Bungert Christian Kuhnke | Alemanha Ocidental · Alemanha Ocidental |